# 梁國雄2017年香港行政長官選舉活動
梁國雄是香港立法會議員。他屬於泛民主派中的激進民主派。他在2004年首次當選香港立法會議員，迄今已四度當選。梁國雄於2017年2月8日宣布參選，但旋即在17日後（2月25日）放棄參選。

## 宣佈成為參選人
2017年初，社民連立法會議員梁國雄一直表達他有參與這次行政長官選舉的意向，他表示不希望民主派將300多張選票投給建制派的參選人，亦希望自己能為民主派抗議小圈子選舉的不公，彰顯全面普選的力量。
2017年2月8日早上，梁國雄舉行記者會，宣布全力爭取公民提名出選特首。除了梁國雄外，三個自決派議員朱凱廸、劉小麗及香港眾志羅冠聰及激進民主派議員人民力量陳志全，也出席記者會支持他。記者會前一晚，社民連發出採訪通知，指梁國雄將於明（2月8日）早10時半宣布參與「2017特首民投」民間提名，以及參選行政長官選舉之決定。

### 爭議
有人指，梁國雄曾經因公民黨梁家傑和民主黨何俊仁參選特首這個小圈子選舉而稱他們為「民主罪人」。所以現在梁國雄參選特首是有「50步笑100步」之嫌。

## 競選活動

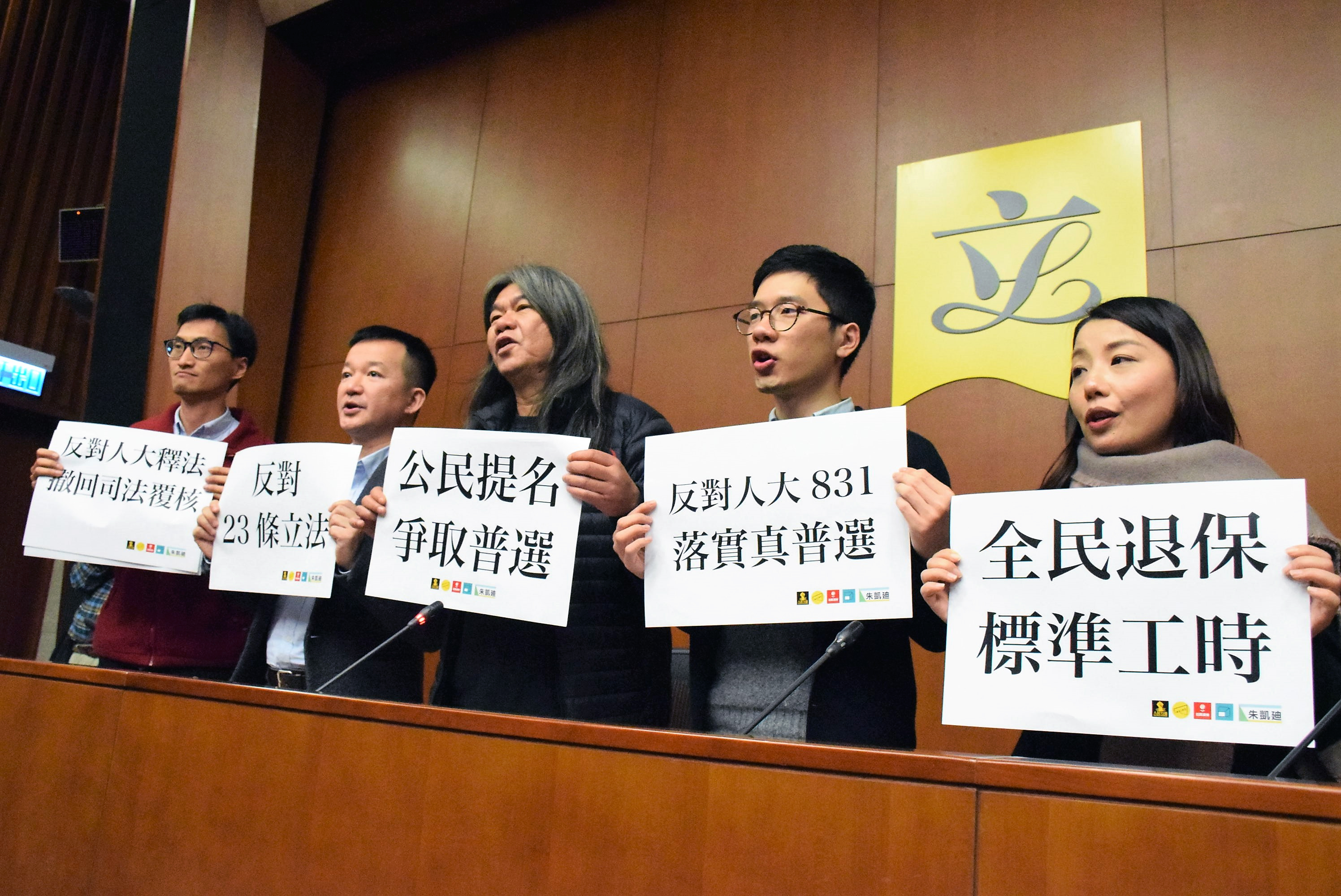
梁國雄舉行記者會宣布參選

### 與民主派議員舉辦記者會宣布參選
2017年2月8日早上，梁國雄及5名民主派議員舉行記者會，宣布全力爭取公民提名出選特首。梁國雄指，他宣布參選與提名期開始之間的時間很短，故要每日在網上取3500個提名，才能達至38000個提名的門檻，認為是不容易做的事，因網上提名手續繁複。又指如無足夠提名將不會參選，他破天荒地參與這次選舉是響應2014年政改爭論——「公民提名」的原則。
在記者會中，梁國雄一度感慨地說：「知我者謂我心憂，不知我者謂我何求。」他引用卡斯特羅於監獄中所寫的文字表述心跡，指「不要獨裁者」但會「得罪幾千人」，認為民主是為社會最大多數人謀最大幸福，人民可為自己決定命運。
而對其參選，民主派的立場頓時變得尷尬，而主流泛民對他反應一般。民主黨主席胡志偉表示，尊重每名有志參選的參選人，但強調需小心運用手上的提名權及選舉權，會視乎各參選人在選戰中的角色及功能，再綜合考慮。他稱，民主黨會繼續與有意參選的人士見面，再作最後決定。最終，民主黨支持曾俊華參選。

### 不獲「民主300+」選委支持
民主派選委聯盟「民主300+」於2017年2月11日召開會議討論提名策略，會上集中討論三大提名的可能性，包括提名曾俊華、胡國興，以及按公民提名結果決定。然而，會上有較多選委認為應提名予曾俊華及胡國興。他們直指，如果胡國興有足夠提名票入閘，便不需要提名社民連梁國雄，不少與會者聞言拍掌。而且有選委直指梁國雄不能夠代表民主派出選，又指梁無政綱。但亦有選委認為，公民提名的重要性是增加市民在選舉中的參與度，因此公民提名結果有一定參考價值。

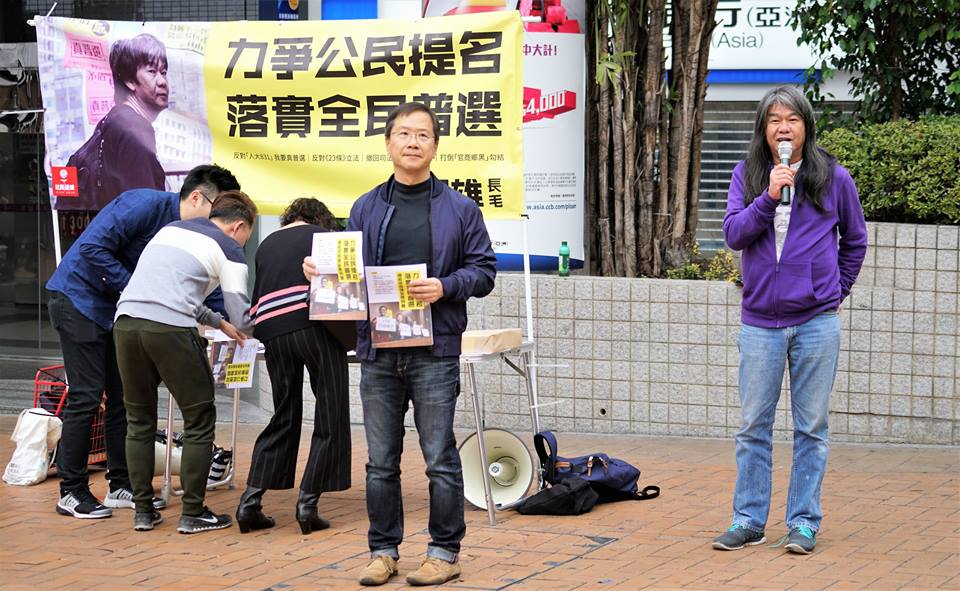
梁國雄於街道擺設街站爭取實體提名

### 公投系統故障，轉戰街頭爭取公民提名
「民間提名」網上系統因保安漏洞而被私隱專員公署批評，因而暫停運作，計劃處於半癱瘓狀態。發起計劃的「公民聯合行動」，發言人戴耀廷等人與個人資料私隱專員黃繼兒會面後「跪低」，於2月16日宣布會更換投票系統，改用Telegram程式設計的電子投票系統，棄用原有投票網站。而「民間提名」則在2月20日重新啟動，延至2月28日截止。然而，這事件嚴重影響依賴此系統獲取公民提名授權參選的梁國雄，於是他改為在各區增設街站收集市民實體提名。而截至2017年2月24日，他取得6562個網上提名，收集到的實體提名則有約14000個，但仍未達到38000人的門檻。

## 結束競選工程
梁國雄縱然不斷收集公民提名，但始終數目並不足夠支持他參選。而且，在提名期中段已有超過200名「民主300+」選委分別表態支持曾俊華及胡國興，即使梁國雄可取得足夠公民提名，亦不能取得150個提名入閘。正因如此，梁國雄於2017年2月25日宣布放棄競選行政長官。

## 民意調查
| 調查時期      | 調查來源                           | 樣本數目 | 支持梁國雄 | 在所有候選人中的排名 | 備註                             |
| 2017年        | 2017年                             | 2017年   | 2017年     | 2017年               | 2017年                           |
| ------------- | ---------------------------------- | -------- | ---------- | -------------------- | -------------------------------- |
| 2月14日－18日 | Now新聞/嶺大（页面存档备份，存于） | 1,010    | 2.6%       | 5                    | 梁國雄加入為選項，總人數增至五人 |